# Johannes XXIII
Johannes XXIII, född Angelo Giuseppe Roncalli den 25 november 1881 i Sotto il Monte nära Bergamo, Lombardiet, Italien, död 3 juni 1963 i Vatikanen, var påve från och med 28 oktober 1958. 
Johannes XXIII är mest känd för att ha sammankallat Andra Vatikankonciliet (1962–1965). År 2000 saligförklarades han av påve Johannes Paulus II; festdag 11 oktober. Den 27 april 2014 helgonförklarades han av påven Franciskus.

## Studier och prästvigning
Angelo Giuseppe Roncalli föddes den 25 november 1881 i den lilla orten Sotto il Monte i provinsen Bergamo som son till det fattiga bondparet Giovanni Battista Roncalli och Marianna Mazzola; han var ett av tolv syskon. Han döptes samma dag i församlingskyrkan Santa Maria Assunta di Brusicco. Byn var liten, och familjen hade liksom alla andra som bodde där en nära och personlig relation till byns präst.
Roncalli prästvigdes i Rom 1904 och anlitades både som lärare och som församlingspräst i Bergamo. Den 3 mars 1925 utsågs Roncalli både till titulärärkebiskop av Areopolis, och sändes till Heliga stolens beskickning till Bulgarien, efter att han  biskopsvigdes den 19 mars av Giovanni Tacci Porcelli. 1931 steg Roncalli i graderna till legat, och förflyttades 1935 till Turkiet och Grekland. Han hade 1934 blivit titulärärkebiskop av Mesembria. 1944 blev han apostolisk nuntie i Paris. Han kom där i kontakt med Jacques Maritains teologiska nyorientering, och med andra reformkatolska talesmän som höll till på Saint-Germain-des-Prés, som Jean Bruckberger och Emmanuel Mounier; katolicismen fick ett politiskt uppsving i Frankrike efter andra världskriget, eftersom motståndsrörelsen till stor del varit katolsk. Han deltog under Parisåren inte själv i den reformkatolska debatten, och tog aldrig uttryckligen ställning för den; den skulle dock utmynna i hans initiativ till andra Vatikankonciliet.
I januari 1953 lämnade han Paris, och utnämndes till kardinalpräst med Santa Prisca (belägen på Aventinen) som titelkyrka samt till patriark av Venedig. I den senare egenskapen biskopsvigde han 1958 Albino Luciani (senare påve Johannes Paulus I).

## Pontifikat
Efter Pius XII:s död valdes kardinal Roncalli till påve 28 oktober 1958. Som påve ansågs han vara en god herde, och hans encyklikor Pacem in Terris (1963) och Mater et Magistra (1961) blev högt uppskattade. Johannes XXIII manade kyrkan till aggiornamento, "uppdatering till samtiden", vilket var det bakomliggande skälet till hans stora bedrift, men också det som mest söndrade kyrkan under hans tid, att 1962 sammankalla Andra Vatikankonciliet, det första konciliet sedan 1869. Beslutet till detta koncilium tog påven i januari 1959 efter att endast ha talat med en rådgivare innan, jesuiten Augustin Bea. Kardinalerna mottog inte nyheten med entusiasm, eftersom ett koncilium innebar att överföra den italienska kurians makt till biskoparna runt om i världen. Med encyklikan Æterna Dei Sapientia (1961) försökte Johannes försona världens kristna kyrkosamfund. Han avled innan konciliet avslutats, den 3 juni 1963. Johannes XXIII saligförklarades av påve Johannes Paulus II den 3 september 2000. 

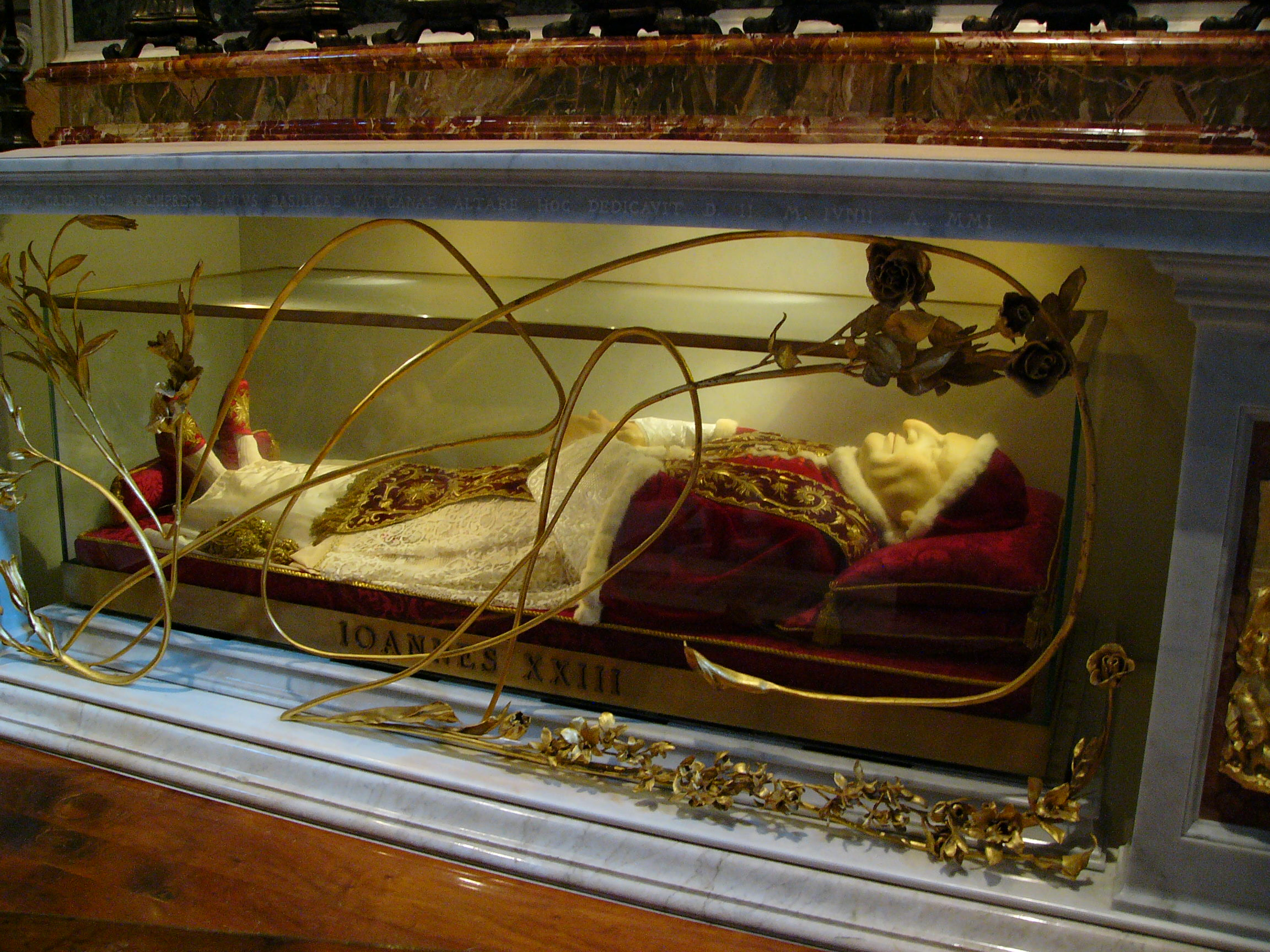
Johannes XXIII:s sarkofag i Peterskyrkan

Johannes XXIII besökte den 26 december 1958 internerna på Regina Coeli-fängelset i centrala Rom, och fick av en journalist frågan varför han avlade ett besök hos dem. Han svarade: ”Eftersom dessa fångar inte kan komma till mig, så får jag komma till dem!” Detta var typiskt för Johannes pontifikat. Människorna i Rom kunde ofta se honom på gatorna, och han avlade ofta visiter vid sjukhus och andra fängelser. Till sitt ursprung och sätt och i handling var han en folklig påve, som efter sin utnämning tillrättavisade en romersk adelsdam som anmärkte på hans utseende: ”Ni glömmer att konklaven inte är en skönhetstävling.”